# Edmé Moreau
Ne doit pas être confondu avec Edme Moreau.
Edmé Moreau est un graveur français, né en février 1596 à Châlons-en-Champagne et mort en novembre 1648 à Reims.

## Biographie
Edmé Moreau est né à Châlons-en-Champagne de Jean et Jacquette Chastillon son épouse, avant-dernier de six enfants. Il épouse Jeanne DuBois, fille de l'imprimeur Sammiellois François DuBois et leurs enfants furent baptisés à l'église Saint-Étienne de Reims.
Neveu de Claude Chastillon, il exerça son métier à Reims de 1617 à sa mort mais fut surtout actif de 1620 à 1648. Il aurait également travaillé à Paris vers 1610.
Ses plus importants et ses meilleurs travaux ont été exécutés pour la Ville de Reims, il habitait rue Saint-Étienne où il voisinait avec François Bernard à l'enseigne du Griffon d'Or, Nicolas Hécart à l'enseigne de la Bible d'Or ou le graveur Nicolas Son. L’ensemble de ses dessins et leurs planches constituaient, avant la Première Guerre mondiale, l’importante chalcographie de la Ville. Les cuivres de Moreau, abîmés par l’incendie de 1917, furent restaurés et reconstitués par l’artiste rémois Abel Jamas.
Après avoir gravé un portrait de la ville par son oncle en 1622, il en avait repris la gravure pour le livre de Nicolas Bergier : Le Destin de l’histoire de Reims qui fut publié en 1635.
Quelques années plus tard, il édita une troisième planche en y ajoutant un encadrement de vignettes représentant les façades des bâtiments les plus prestigieux de la ville dont la cathédrale et l’hôtel de ville. Ce type d’encadrement était alors très à la mode. Il avait notamment été mis au goût du jour par les graveurs Mathieu Mérian et Nicolas Visscher.
On trouve les initiales de son nom sur de petites estampes bien sèches qu'il a faites pour un petit livre intitulé Officium beatae Mariae a Mussiponto (1617),.
Ses œuvres sont nombreuses ; son burin se distinguait par la finesse et la légèreté. À l'époque où il vivait, l'art de la gravure était loin d'avoir acquis le degré de perfection qu'il a atteint depuis, mais déjà Moreau semble annoncer la grande école française. Il a exécuté ses plus importants et ses meilleurs travaux pour la ville de Reims, dont trois plans de Reims : l'un d'eux est dessiné sur une draperie ornée de franges, entourée de vignettes représentant la cathédrale, le tombeau de saint Rémi, le portail de Saint-Nicaise, le baptême de Clovis, l'hôtel de ville et les armes de la ville, avec la devise : « Dieu en soit garde ». Le second a été exécuté d'après le dessin de Claude de Chastillon, topographe, ingénieur et graveur d'un grand nombre de pièces sur Reims et ses environs.
La dédicace qui accompagne ce plan semble attester qu'il fut l'un des premiers travaux exécutés par Moreau comme hommage rendu à sa ville d'adoption :

« Messieurs,
ayant faict choix de cette ville pour mon séjour, j'ai bien voulu vous faire paraître par quelque traict de mon art en témoignage de mon labeur et du service que je vous ai voué dès l'heure où j'ai eu l'honneur de m'approcher de vous, et n'ayant rien trouvé de plus digne de vous être offert que le pourtraict de cette ville de qui vous ête le plus beau lustre et qui lui servez de ferme appui, il m'a semblé fort à propos de m'en acquitter par l'entremise de mon burin, qui l'a tracé d'après un dessin que j'ai rencontré, ainsi que M. de la Chèze vous le dira ci-dessoubs. Je vous l'offre donc, Messieurs, et vous prie de le recevoir avec autant de faveur que j'ai d'affection à me faire connaître.
Votre très humble serviteur. »

— Edme Moreau, Châlonnais, graveur en taille douce
On trouve au bas de ce plan une longue notice sur Reims, écrite par René de la Chèze, rémois, indiquant qu'il faisait partie des dessins de feu le sieur de Chastillon, ingénieur et topographe du roi.
Le troisième plan de Reims est intitulé Le portrait de la ville, cité et université de Reims, il est daté de 1635, et signé Ed. Moreau, del. et scul.
La Bibliothèque nationale de France possède une grande partie de l'œuvre de Moreau. Parmi les planches de cette collection on remarque plusieurs grandes pièces allégoriques accompagnées de l'anagramme « J. H. S. » et deux estampes très curieuses, l'une intitulée Arc-de-triomphe de la Mort, l'autre dirigée contre les dissidents (les protestants). Cette gravure, qui se vendait chez Edme Moreau lui-même, avec privilège, ne porte pas de date, mais elle a dû être exécutée après l'année 1628, qui est celle de la soumission de la Rochelle.
Moreau est éditeur d'un ouvrage intitulé Histoire et miracles de Notre-Dame en Liesse (1 vol. in-12, Reims, 1629).
L'année suivante, il édita La Vie de saint Basle, in-12, et une publication sur les droits de la vicomté de Reims. À cette époque, il demeurait rue de l'Université, près du collège des Bons-Enfants. À sa qualité de graveur il joignait celle de marchand éditeur, et probablement de libraire. Parfois même il s'associait avec ses confrères pour l'exécution et le débit d'une estampe : c'est ce qui eut lieu notamment en 1625 pour la vente du dessin représentant le portail de Saint-Nicaise de Reims, par Nicolas de Son, graveur rémois.
Une rue de Reims a été baptisée de son nom en 1931.

## Œuvres

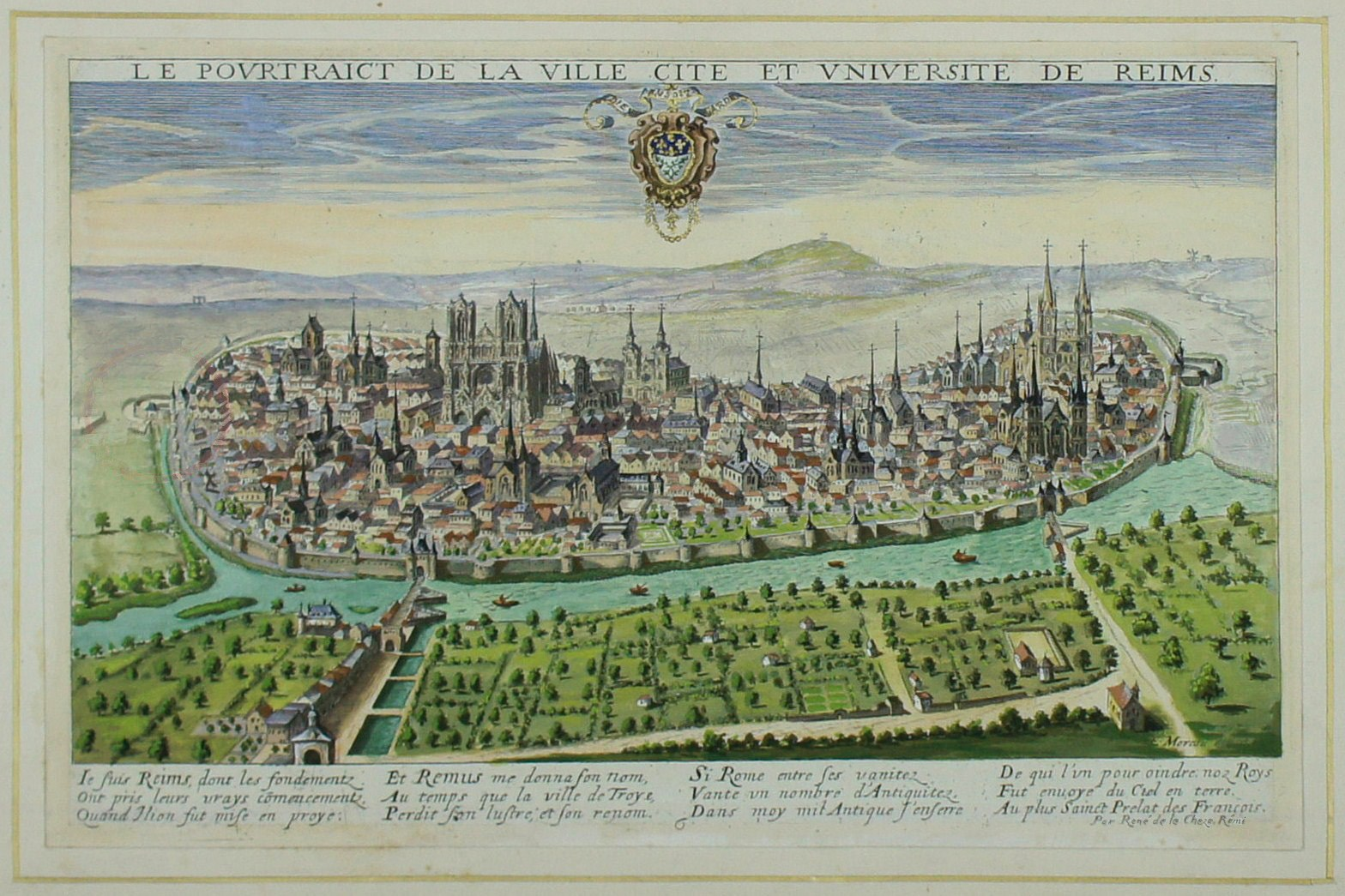
Pourtraict de la ville, cité et université de Reims.
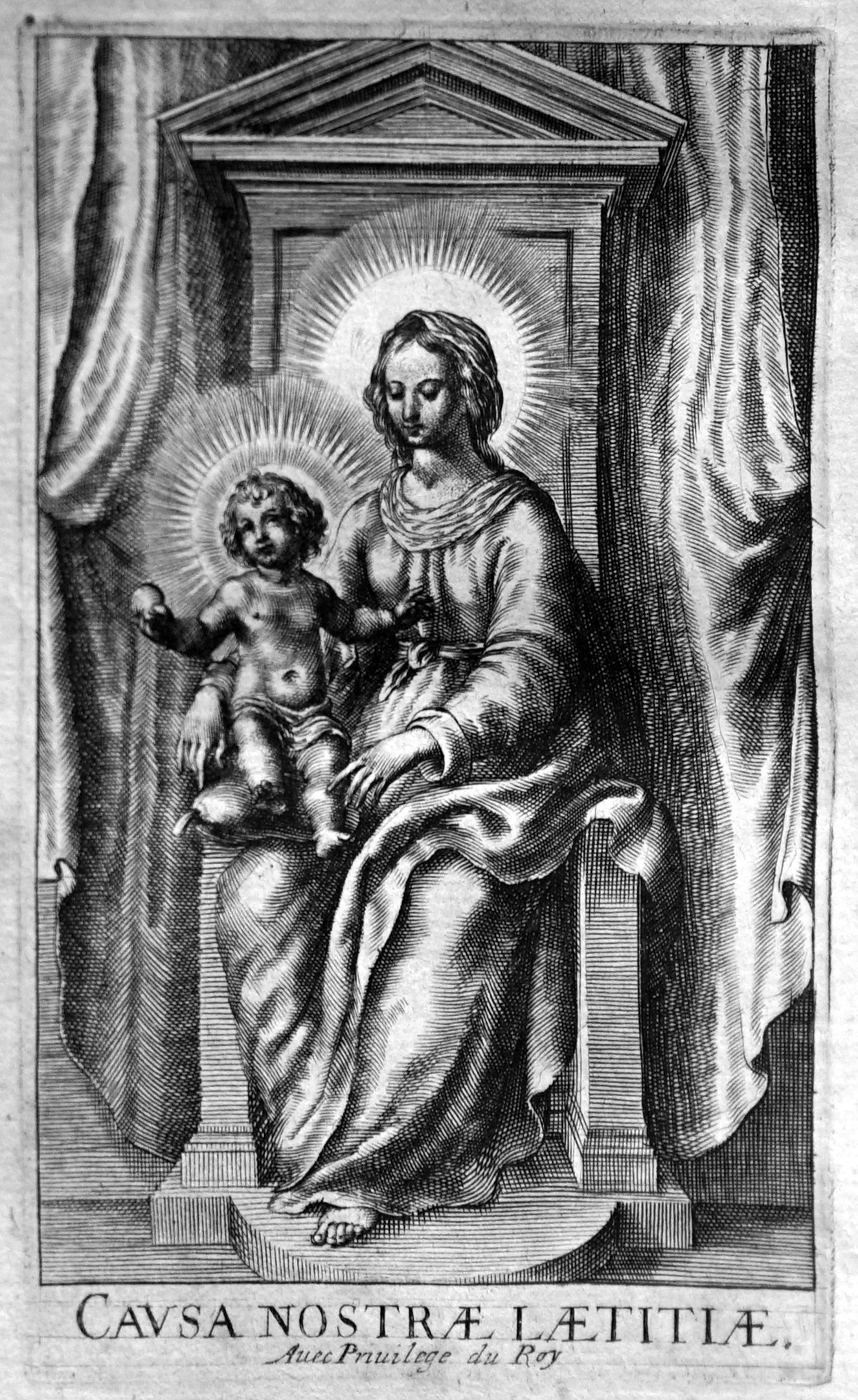
histoire de Notre-Dame de Liesse.
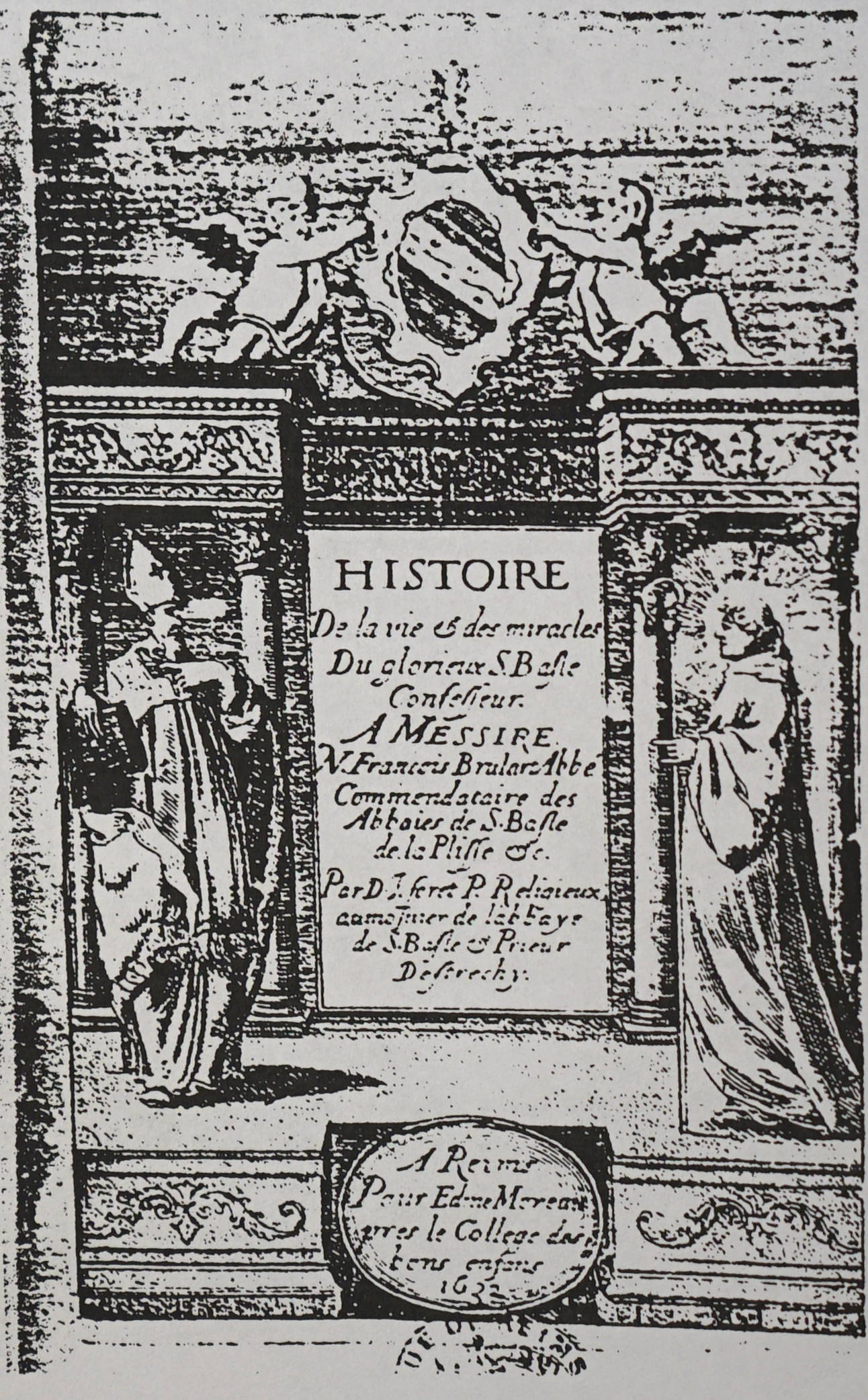
La vie de st-Basle.
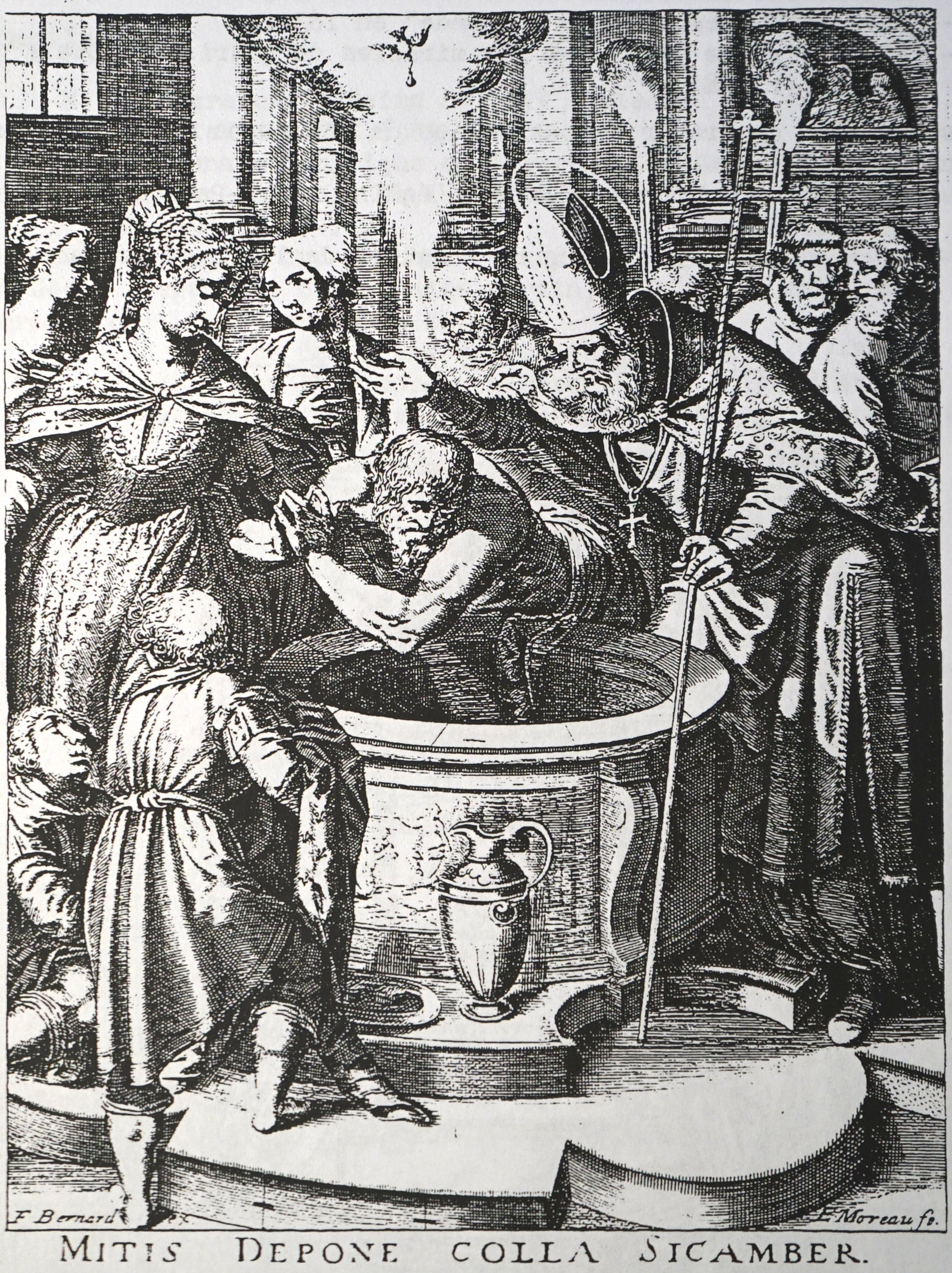
In Heureux commencement de la france chrestienne, gravure de Moreau.

- Le Magnifique portail de l'église de Notre-Dame de Reims, gravure au burin de 1623, retirage fin du XVIIIe, début du XIXe siècle.
- Le Projet primitif de la façade du somptueux et magnifique édifice de l’hostel de ville de Reims.[6], 1630, présenté dans une gravure dédiée à «Messieurs les lieutenants, gens du Conseil et eschevins de la ville de Reims», et intitulé Le somptueux et magnifique édifice de l’Hostel de Ville de Reims[7].
- Mausolée de saint Rémy, gravure d'après un dessin de Georges Baussonnet[8],[9]
- Pourtraict de la ville, cité et université de Reims, dessiné et gravé par Edme Moreau, après 1635, gravure, 50 × 67,2 cm[10],[11].
- La Vierge à l'Enfant dans un paysage, cartouche contenant une vue de la ville de Reims.
- Le Magnifique portail de l'église de Notre-Dame de Reims, dédié à Messieurs les vénérables prévost, doyen, chantres et chapitre de l'église Notre-Dame de Reims, pièce assez médiocre, datée de 1623.
- L'Hôtel de ville, belle et grande estampe, dédiée à Monsieur le lieutenant, gens du conseil, échevins de la ville de Reims. Les planches sont conservées à la bibliothèque municipale.
- Le Sacrum Palladium Remense, assez grande pièce, d'après un dessin de G. Baussonnet.
- Le rare et somptueux Tombeau de saint Rémi, pièce importante.
- Le même tombeau, d'une plus petite dimension.
- La Porte Basée, gravée pour l'histoire de Reims.